# 徐夢桃
徐夢桃（1990年7月12日—），出生於中華人民共和國辽宁省鞍山市，是自由式滑雪空中技巧運動員，北京体育大学2019级博士研究生，2022年，徐夢桃与高亭宇在北京冬奥会闭幕式上担任中国代表团旗手。

## 生平

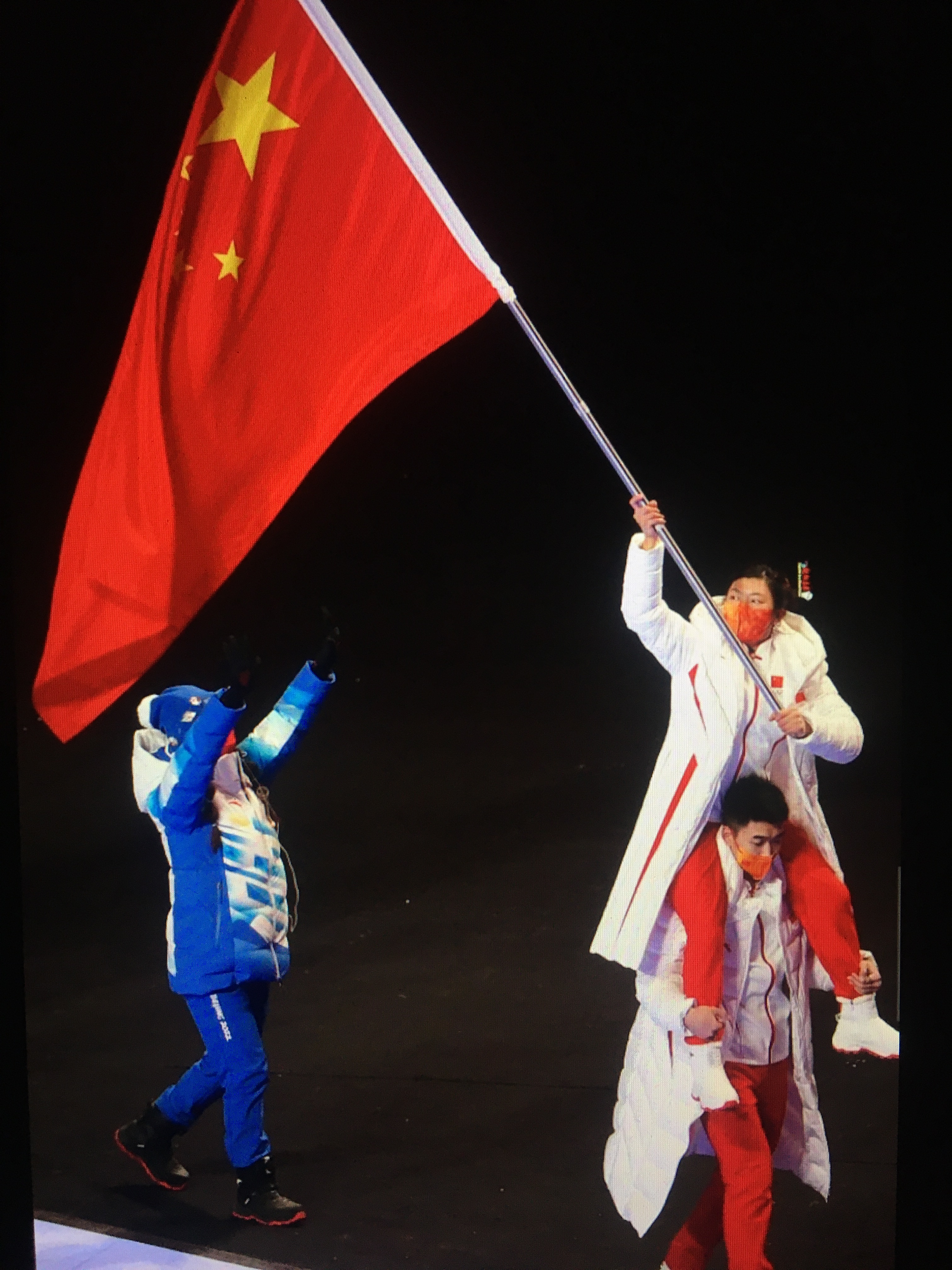
2022年北京冬奥会闭幕式（上）作为中国代表团旗手（与高亭宇一起担任）。

她最初於1994年12月開始學習體操，曾在吉林省体操队、辽宁省体操队、沈阳市体校体操队训练，更曾在12歲時成為省冠軍。後來，徐夢桃改練自由式滑雪。2005年，她在全國自由式滑雪比賽奪冠。同年又在全國自由式滑雪空中技巧錦標賽的個人賽獲銀牌、團體賽得金牌。翌年，她在全國自由式滑雪空中技巧冠軍賽得一金一銀。2009年，她在世界錦標賽拿下一面銀牌，又在世界杯俄羅斯站得冠軍。
2010年，徐夢桃在溫哥華冬季奧運會的女子空中技巧決賽以第6名完成賽事。翌年，她再次在世界錦標賽中取得亞軍。2013年，她在世界杯中做出難度達3.8分的直体后空翻三周转体720度，並以116.90分的優勢贏得錦標。
2014年获得索契冬奥会女子自由式滑雪空中技巧银牌。2021年12月3日，徐夢桃獲得2021-2022赛季国际雪联自由式滑雪空中技巧世界杯芬兰鲁卡站冠軍。12月12日，徐夢桃在鲁卡站比赛中與孙佳俊、齐广璞共同獲得自由式滑雪空中技巧混合团体赛冠軍。
2022年2月10日，与贾宗洋、齊廣璞一道获得北京冬奥会自由式滑雪空中技巧混合团体银牌。2月14日，凭借难度系数高达4.293的向后翻腾3周、转体1080度获得女子空中技巧金牌，成为中华人民共和国首个在该项目夺冠的女选手。
2022年4月8日被国务院评为北京冬奥会、冬残奥会突出贡献个人。
2022年5月以选手身份参加芒果TV制作的乘风破浪第三季（原名「乘风破浪的姐姐」），成为第一个参加该节目的运动员。

## 家庭
著名评书演员刘兰芳是徐梦桃的姨姥姥，“梦桃”这一名字也是刘兰芳所取。
徐梦桃的丈夫为自由式滑雪运动员王心迪，二人于2022年9月30日结婚。

## 学术成果
- 徐梦桃，程志理，周维方. . 体育与科学. 2021, (42(6)): 6  [2022-02-17]. （原始内容存档于2022-04-16）.

## 資料來源
1. ↑  . 北京体育大学. 2022-02-14  [2022-02-16]. （原始内容存档于2022-02-18）.
2. ↑  . 千山晚报. 2010-02-23  [2022-02-14]. （原始内容存档于2022-02-14）.
3. ↑  . 华奥星空网. 2012-07-24  [2022-02-16]. （原始内容存档于2014-02-16）.
4. ↑  . 新浪體育. 2010-02-25  [2022-02-16]. （原始内容存档于2014-02-16）.
5. ↑  . 新浪. 2013-02-04  [2022-02-14]. （原始内容存档于2022-04-16）.
6. ↑  夏亮. . 新华社. 2021-12-04  [2022-02-14]. （原始内容存档于2022-02-15） –新浪新闻 （中文）.
7. ↑  胡杰. . 澎湃新闻. 2021-12-12  [2022-02-14]. （原始内容存档于2022-02-14） （中文）.
8. ↑  宋承良. . 澎湃新闻. 2022-02-14  [2022-02-14]. （原始内容存档于2022-06-08） （中文）.
9. ↑  . 中华人民共和国国务院.   [2022-04-08]. （原始内容存档于2022-04-15）.
10. ↑  张楠. . 扬子晚报. 2022-02-15  [2022-02-15]. （原始内容存档于2022-02-16） （中文）.

## 外部連結
- 徐夢桃的新浪微博
- 徐夢桃的Instagram帳戶

| 奥林匹克运动会 | 奥林匹克运动会                                                                           | 奥林匹克运动会 |
| -------------- | ---------------------------------------------------------------------------------------- | -------------- |
| 前任： 武大靖  | 中华人民共和国冬奥会代表团闭幕式旗手 · 2022年冬季奥林匹克运动会· 中国北京 · （与高亭宇） | 繼任： 现任    |